# Accueil collectif de mineurs à caractère éducatif
Pour les articles homonymes, voir Accueil et ACM.

Ministère de la Jeunesse qui correspond aux politiques de Jeunesses ainsi que des accueils collectifs de mineurs (ACM)

En France, une structure d'accueil collectif à caractère éducatif de mineurs (ACM) est un dispositif éducatif d'accueil et de garde pour les mineurs. Il est reconnu et contrôlé par l'État d'utilité publique de loisirs éducatifs dans le domaine de l'animation socioculturelle et socio-éducative. Ces structures accueillent des mineurs, durant le temps de leurs vacances scolaires ou le temps périscolaire et extrascolaires ainsi que lors des congés professionnels (familles) et de leurs loisirs. Les ACM concernent essentiellement les séjours de vacances (anciennement colonies de vacances) durant les vacances scolaires et les accueils de loisirs (anciennement centre de loisirs) extra-scolaires ou accueils périscolaires en semaines.
Les ACM sont essentiellement soumis à la législation du « code de l'action sociale et familiale » et de la réglementation de la jeunesse et des sports.
Les ACM sont des structures très réglementées par ailleurs.

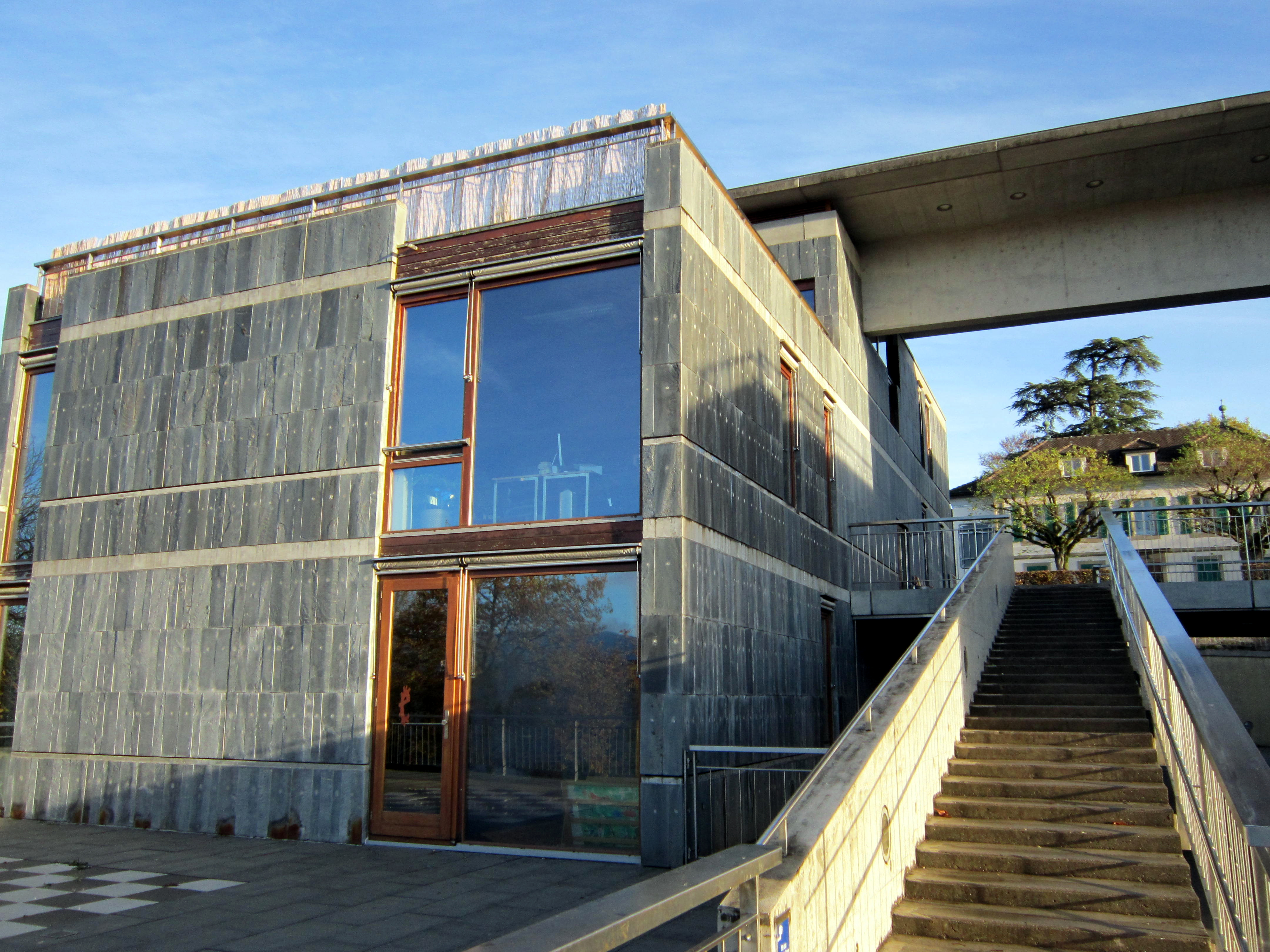
Accueil de loisirs

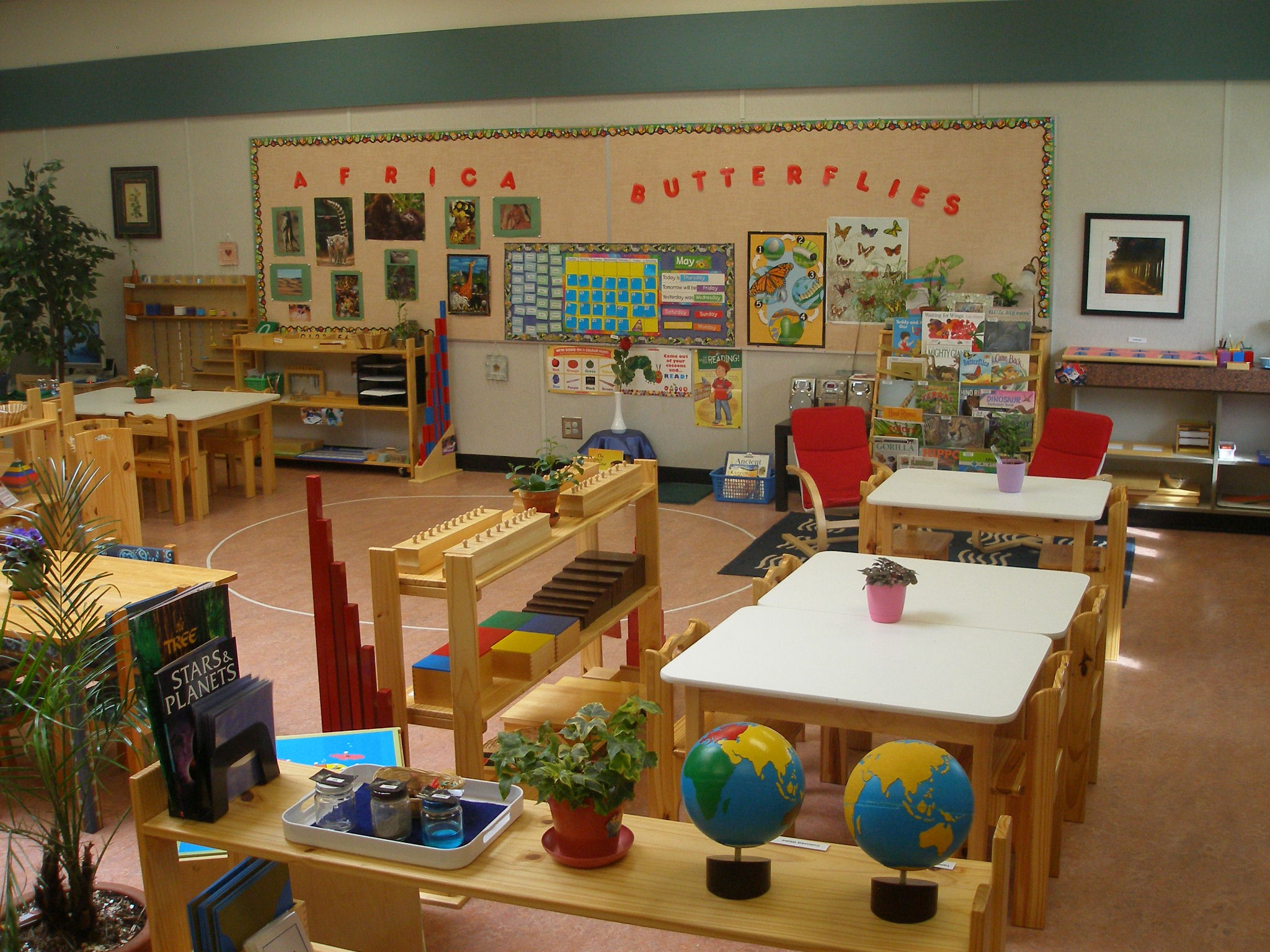
Pédagogie Montessori appliqué dans certains ACM.

## Histoire des centres de vacances sanitaires et des loisirs éducatifs

### Des origines confessionnelles des centres à vocation sanitaire
Le phénomène des centres de vacances est vieux de plus d'un siècle et trouve son origine dans le secteur confessionnel.

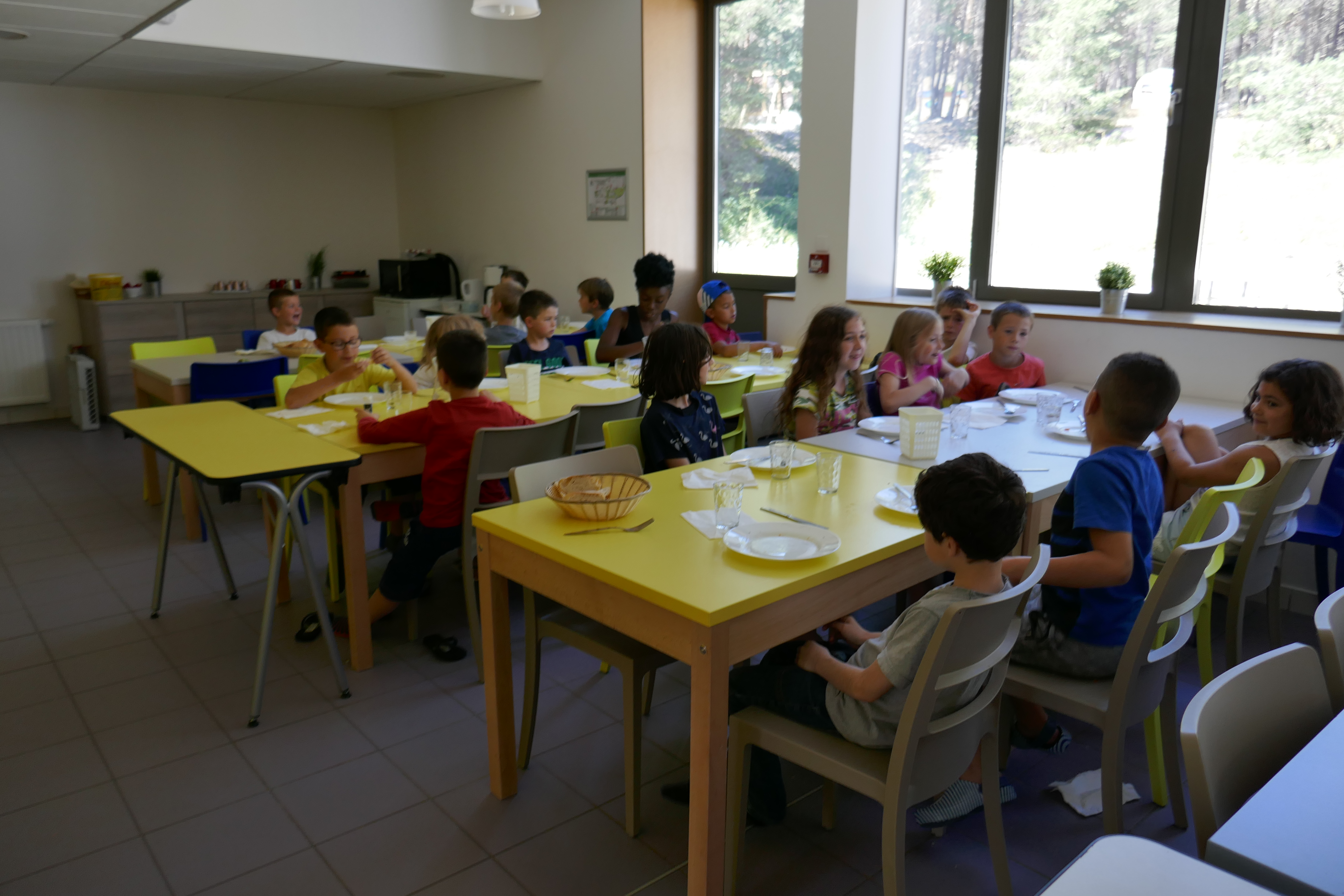
Les repas servis dans certains ACM, notamment en accueil de loisirs enfance/jeunesse, accueil jeune, colos apprenantes et en séjour collectif sont un des temps de la vie quotidienne que les animateurs doivent encadrer.

Vers le début du XIXe siècle, les églises catholiques et protestantes ont été les premières institutions à prendre en charge et à organiser les loisirs collectifs. Elles s'adressent alors essentiellement aux enfants d'ouvriers. Le phénomène d'urbanisation rapide a entraîné l'apparition d'une classe ouvrière urbaine qui vit dans des conditions sanitaires parfois difficiles. L'objectif des institutions ecclésiastiques est alors essentiellement sanitaire et cultuel.
Ainsi en Suisse, le pasteur Hermann Walter Bion invente en 1876 le premier séjour d'enfants à la montagne qu'il nomme « colonie de vacances ». Ce pasteur, nommé dans un quartier ouvrier de Zurich, décide d'emmener les enfants d'ouvriers passer quelques jours dans le village d'où leurs parents sont originaires. Les 68 enfants étaient encadrés par dix adultes. Le pasteur Bion voulait pour ces enfants des conditions de vie « simples et réduites au strict nécessaire ». Les garçons dormaient sur le foin ou la paille dans des granges, les fillettes chez des paysans. Les enfants se voyaient confier des tâches ménagères, mais, surtout, ils profitaient du grand air (promenades, excursions, cueillettes de fruits et de fleurs). Ce pasteur constate à leur retour combien le grand air et l'activité physique ont été bénéfiques à la santé de ces enfants. Dans les années qui suivirent, ces séjours se multiplièrent en Suisse mais également par contagion en France, où Edmond Cottinet, le pasteur Louis Comte, vont œuvrer à permettre aux enfants des classes populaires de « partir en colonie ».

### Laïcisation des séjours de vacances
En se basant sur le même projet sanitaire et social, les patronages et les mouvements laïques mettent en place des centres de vacances.
L'apparition en 1866 de la Ligue française de l'enseignement marque cette volonté de structuration d'un mouvement laïque d'organisation des vacances éducatives d'enfants. Désormais le secteur des centres de vacances poursuivra la dichotomie du système scolaire et l'opposition entre le curé et l'instituteur aura ses ramifications dans l'organisation des séjours de vacances.

### Le renouveau scout
En 1909, le scoutisme apparaît en France : venu d'Angleterre, le mouvement initié par Baden Powell est d'abord développé en France à Nantes par le pasteur Jean-Paul Morley puis par les protestants des unions chrétiennes de jeunes gens (éclaireurs unionistes de France) et les neutres du point de vue confessionnel (éclaireurs de France) en 1911.
D'abord condamné par l'Église catholique française comme étant d'inspiration protestante et maçonnique, le scoutisme est repris en 1920 par le père Jacques Sevin, jésuite d'origine lilloise. Ce mouvement va créer une véritable révolution en introduisant une dimension ludique et éducative aux vacances des jeunes. Véritable pédagogue, le père Sevin repense la place de l'enfant dans le centre de vacances, initie de nouvelles activités par le camp scout dans la nature et participe à la création des premières formations d'encadrants.

### Le développement des grands mouvements d'éducation populaire de l'entre-deux-guerres
La période de l'entre-deux-guerres est celle de l'apparition et du développement des mouvements d'éducation populaire (CEMEA, UFCV).
Parallèlement, la municipalisation des colonies de vacances devient un phénomène particulièrement visible dans les banlieues socialistes et communistes. Dès lors, les centres de vacances ne sont plus à strictement parler des œuvres de charité mais deviennent une véritable institution d'éducation populaire et de loisirs toujours destinés aux enfants des classes populaires mais aussi aux enfants des classes moyennes.

### Le Front populaire: la structuration nationale
En 1936, le Front populaire relance la dynamique des centres de vacances avec la création du Sous-secrétariat d'État aux loisirs et aux sports dont le premier titulaire est Léo Lagrange.
La structuration des centres de vacances se mesure également avec l'organisation en 1937 du premier « centre d'entraînement pour la formation du personnel des colonies de vacances et des maisons de campagne des écoliers » par les CEMEA. Préfiguration des stages BAFA, cette formation qui se déroule au pied de la montagne Sainte-Victoire est suivie en 1938 par la première formation de directeurs.

### L'après-guerre: accroissement du rôle de l'État
Les comités d'entreprise instaurés au lendemain de la Seconde Guerre mondiale vont s'approprier une grande part de l'organisation des centres de vacances. Cette activité deviendra même leur activité principale. Ces comités d'entreprises procèdent alors à d'importants investissements immobiliers. Une grande partie du parc immobilier actuel des centres de vacances résulte de ces constructions.
En 1947, l'État finance les colonies de vacances à presque 90 % et crée en 1954 le premier diplôme national de moniteur et de directeur. Les mouvements d'éducation vont alors mettre en œuvre des programmes de formation. Les pratiques un peu rigides des centres de vacances (promenade, repas, promenade, repas, repos) vont s'étendre à des expériences éducatives nouvelles issues de l'éducation nouvelle.

### Les années 1980 et le développement des accueils de loisirs éducatifs
Les années 1980 vont voir une diminution substantielle du nombre de mineurs inscrits en centre de vacances et le développement du nombre d'inscrits en centre de loisirs. Pour de nombreux analystes, cette mutation n'est pas forcément due à un transfert mais à la naissance de besoins qui n'étaient pas encore couverts.
En effet, le centre de vacances qui depuis 1973 a officiellement perdu son appellation de « colonie » appartient au secteur du temps libre alors que le centre de loisirs est perçu comme un mode de garde de proximité. La diminution du temps de travail (passage aux 35 heures, RTT, etc.) libère du temps pour les adultes. Les classes moyennes désertent les centres de vacances au profit de vacances familiales.
Les centres de loisirs occupent une place de plus en plus importante dans le loisir éducatif « quotidien » de proximité. Les structures offrent progressivement des créneaux d'ouverture de plus en plus larges : les petites vacances scolaires d'abord puis dans un second temps les mercredis et samedis et enfin le temps avant et après l'école avec l'apparition des accueils périscolaires.

## L'organisation générale

### L'organisateur
On nomme organisateur toute personne morale ou physique qui organise un accueil collectif de mineurs. Un organisateur peut être une association loi de 1901 (de jeunesse et d'éducation populaire), un Centre social, une MJC, une Municipalité, une maison de l'enfance, une maison de quartier, un Comité d'entreprise ou une entreprise d'animation socioculturelle et socio-éducative. Il a la responsabilité de donner tous les moyens possibles au directeur de l'ACM pour la mise en place d’un accueil de qualité et la mise en œuvre de la réglementation en vigueur.
L'organisateur produit un projet éducatif. Celui-ci explique ce que l'organisateur souhaite développer comme objectif éducatif. Les raisons pour lesquelles il a décidé d'organiser un ou des ACM doivent transparaître dans cet écrit. Le projet éducatif part de constats (par exemple : trop d'enfants ne partent pas en vacances ou, il y a un réel besoin de prise en charge des mineurs sur le territoire) et va vers des finalités (par exemple : nous voulons que vive la démocratie dans chaque étape du développement d'un mineur).
Une fois ce projet éducatif écrit, l'organisateur peut le transmettre au ministère de tutelle, le prévenir de l'ouverture probable d'un ou plusieurs accueils et recruter son ou ses directeurs.
Un organisateur n'a pas le droit de diriger un ACM, il ne peut donc pas avoir doubles casquettes d'organisateur et directeur d'ACM. Souvent les organisateurs ne sont pas diplômés dans le champ de l'animation concernant la direction.
L'organisateur doit déclarer ses ACM auprès des directions régionales et départementales de la jeunesse et des sports et de la cohésion sociale (DRDJSCS) et de la direction départementale de la cohésion sociale et de la protection des populations (DDCSPP). Ces services sont responsables du contrôle des ACM en ce qui concerne leur mise en place et le respect de la réglementation en vigueur.
L'organisateur peut demander des subventions à la Caisse d'allocations familiales, le ministère de tutelle et/ou par les collectivités locales. Dans le cas spécifique ou l'organisateur est une association ou une mairie, l'organisateur peut recevoir une aide technique, pédagogique et/ou financière de l’État pour ses ACM. Il doit donc disposer de l’agrément jeunesse éducation populaire, celui-ci est le plus ancien qui existe, créé lors d'une ordonnance du 2 octobre 1943.

### La personne exerçant les fonctions de direction

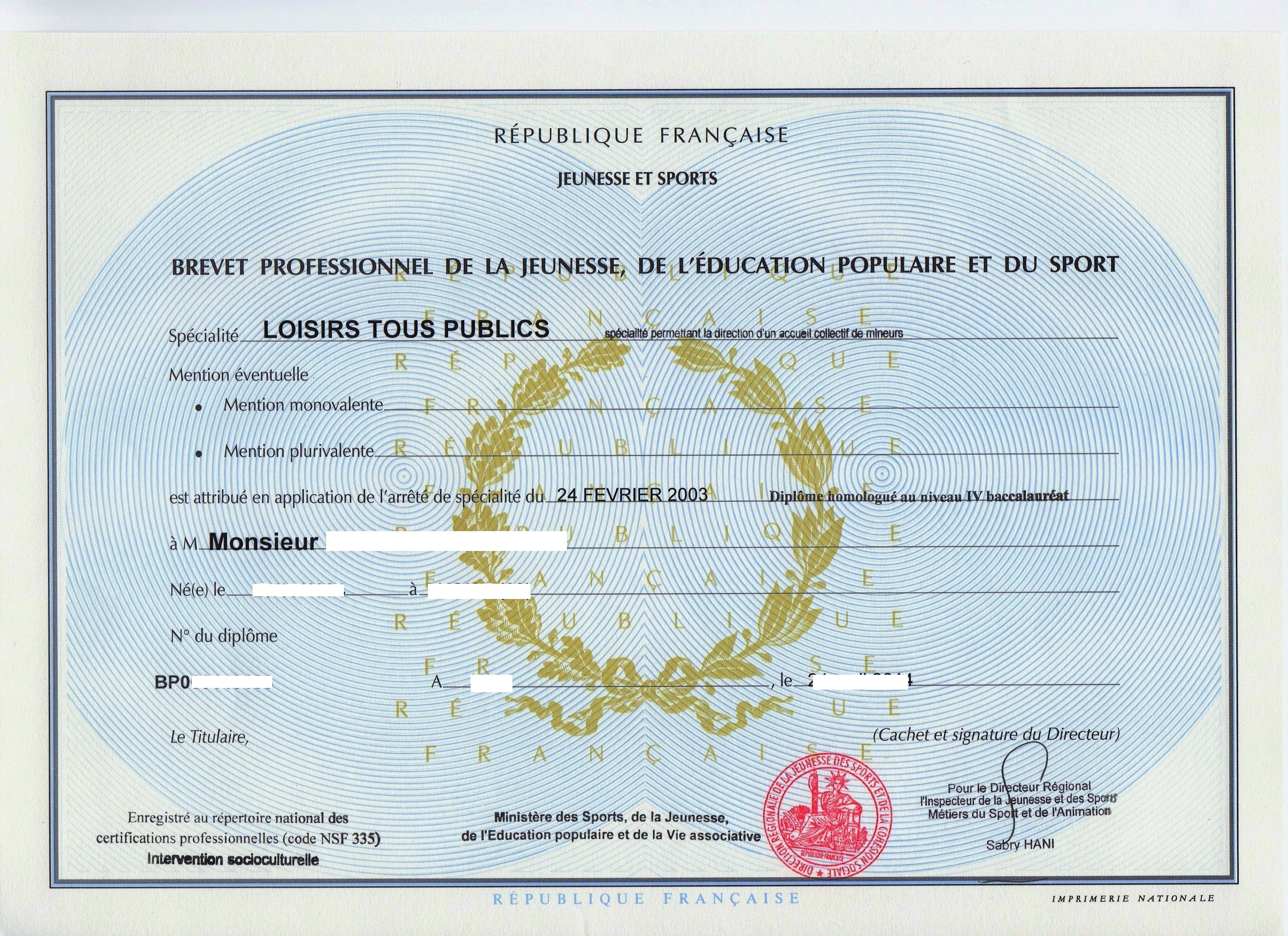
Diplôme d’État professionnel du BP JEPS Loisirs Tous Publics (LTP)

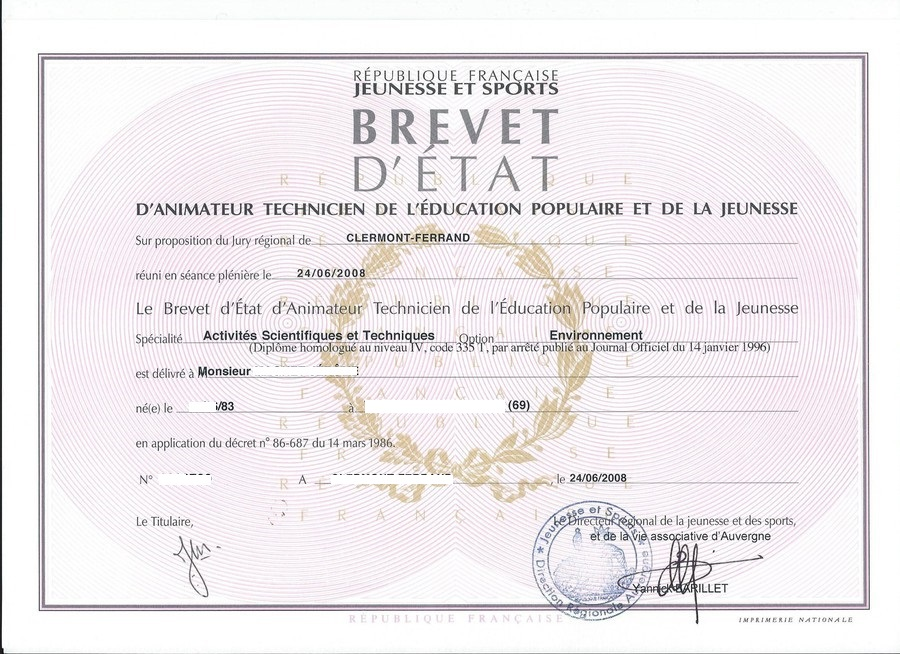
BEATEP remplacé par le BPJEPS Spécialité animateur socioculturel

La personne exerçant les fonctions de direction est responsable de la communication avec l'organisateur, les familles et les partenaires, de la formation des animateurs stagiaires et la formation continue des animateurs non-stagiaires, et de la mise en œuvre du projet pédagogique en coopération avec l'équipe d'animation.
Quelques diplômes permettent de diriger un accueil collectif de mineurs :
- le BP JEPS : spécialité/mention : Loisirs Tous Publics (LTP) ;
- UCC de direction d'ACM (diplôme complémentaire pour les autres BPJEPS) ;
- le DEFA ;
- le BAFD (à partir de 18 ans) ;
- le BEATEP Activités Sociales et Vie Locale (ASVL) ;
- le BEESAPT ;
- le DEUST Animation ;
- DUT carrières sociales option animation ;
- le CAPES et les diplômes de l'enseignement public ;
- certains grades propres à la fonction publique et la fonction publique territoriale, etc.

Attention cependant, tous les diplômes ne permettent pas d'encadrer tous les ACM. Par exemple, pour diriger un accueil collectif de mineur permanent accueillant plus de 80 enfants pendant plus de 80 jours/an, il faut être titulaire d'un diplôme professionnel figurant dans l'arrêté du 9 février 2007 et enregistré au Répertoire National des Certifications Professionnel (RNCP), (ex. : BP JEPS : Loisirs Tous Publics - LTP).

### La personne exerçant les fonctions d'animation

Brevet BAFA

La personne exerçant les fonctions d'animation a pour mission d'assurer la sécurité physique et affective des mineurs dont il a la charge, d'accompagner les mineurs dans la réalisation de leurs projets, de développer les relations entre les différents acteurs et d'encadrer et animer la vie quotidienne et les activités. Ensemble, les personnes exerçant les fonctions d'animation forment avec la personne exerçant les fonctions de direction forment l'équipe pédagogique qui se donne pour mission de mettre en œuvre le projet pédagogique.
Le diplôme spécifique à l'animation volontaire est le BAFA. Des titres et diplômes professionnels permettent d'animer un accueil collectif de mineurs, entre autres (attention, tous les diplômes d'animation ne permettent pas d'animer dans tous les ACM) :
- le BAPAAT niveau 3 (CAP-BEP) ;
- le CQP animateur périscolaire niveau 3 (CAP-BEP) ;
- le CP JEPS (niveau 3) ;
- Le BP JEPS ;
- Le DE JEPS ;
- le CAP spécialité petite enfance ;
- tout diplôme d'enseignement ;
- Moniteur-éducateur ;
- certains grades de la fonction publique et de la fonction publique territoriale.

Il est également possible d'exercer les fonctions d'animation sans diplôme relatif à l'animation, et ce dès l'âge de 16 ans. On entre alors dans la catégorie des personnes sans qualification.

### Le projets éducatif et le projet pédagogique
Le projet pédagogique et le projet éducatif sont des documents obligatoires et réglementés. Ils sont demandés par les services de l'État en cas de contrôles. Le projet pédagogique et élaboré en concertation avec l'équipe d'animation pédagogique et technique. Il est conduit par le directeur d'accueil collectif de mineurs, il répond aux attentes du projet éducatif par des moyens et des pratiques professionnelles. Exemple : dans le projet éducatif, les parents défendent le respect du rythme de chaque enfant. Le projet pédagogique cherchera les moyens de mise en œuvre pour veiller à respecter cette valeur, approuvée par l'équipe pédagogique. L'animateur enfance, jeunesse pourra alors réfléchir à comment respecter le rythme de chaque enfant et l'inclure dans le projet pédagogique. Il permet la réalisation des grandes valeurs éducatives du projet éducatif et doit réglementairement prendre en compte :
- les modalités de fonctionnement de l’accueil collectif de mineurs à caractère éducatif ;
- le rôle et statut de l’équipe éducative qui participe à l’accueil des mineurs ;
- les modalités de participation des mineurs ;
- la répartition des temps respectifs d’activités, de repos, les nuits, les repas, l'aspect sanitaire, l'hygiène et les temps de vie quotidienne et collective ;
- les modalités d’évaluation de l’accueil et des animateurs ;
- l’appropriation des lieux et des locaux ;
- la mise en place d'activités, de projets, de sorties et partenaires éducatifs, culturels, sociales et d'apprentissages ;
- les modalités d'accueils des mineurs porteurs d'un handicap.

L'équipe pédagogique a pour mission la mise en œuvre du projet pédagogique.

### Encadrement
Les taux d'encadrement sont fixés par le code de l'action sociale et des familles. Ils concernent la proportion de personnes diplômées et le nombre d'adultes présents en fonction du nombre d'enfants.
Une équipe doit être composée de :
- au moins 1 personne exerçant les fonctions de directions ;
- au moins 50 % de titulaires d'un titre ou diplôme d'animation ou exerçant à certains grade de la fonction publique ;
- au plus 50 % de stagiaires BAFA ;
- au plus 20 % de personnes sans qualification.

C'est au directeur et organisateur de veiller à ce que ce premier taux soit honoré.
Enfin, le nombre d'animateurs doit être calculé au minimum en fonction de ces critères :
- pour les accueils d'enfants de moins de 6 ans : 1 animateur pour 8 enfants ;
- pour les accueils de mineurs de 6 ans et plus : 1 animateur pour 12 enfants.

Dans la pratique, c'est à l'équipe de choisir un mode de fonctionnement adapté. À titre d'exemple : quand un enfant va aux toilettes, il ne doit pas forcément être accompagné d'un animateur, ni de sept autres enfants pour être sûr d'honorer le taux d'encadrement. Quand une activité bricolage est mise en place (avec maniement d'outils tels la scie, le marteau, la lime, etc.), il est préférable d'accueillir un groupe réduit autour d'un seul animateur. Et à l'inverse, lors d'un jeu de terrain, un seul animateur suffit pour animer un jeu avec une vingtaine d'enfants.
Certaines activités (notamment la piscine), réclament un taux d'encadrement spécifique que l'on ne peut pas outrepasser.
Par exemple pour la piscine, il faut s'assurer de disposer d'un surveillant de baignade (un maître nageur sauveteur dans une piscine, un responsable de sécurité maritime sur une plage, un animateur titulaire d'un titre ou diplôme autorisant la surveillance de baignades) et d'un animateur pour cinq enfants de moins de six ans ou un animateur pour huit enfants de six ans et plus. Ici, les animateurs doivent être présents dans l'eau et en nombre suffisant avec les enfants.
Par ailleurs, lors des déplacements hors des centres, il est préférable de sortir avec un groupe de 16 à 24 enfants pour les élémentaires et deux animateurs et un groupe de 10 à 16 enfants maternels pour deux animateurs. Car en cas de problème l'un des responsables peut poursuivre la gestion du groupe d'enfant.

### Les mineurs
Les mineurs peuvent être accueillis dans les ACM à partir de 3 ans. Des dérogations sont possibles pour les enfants plus jeunes si ceux-ci sont effectivement scolarisés. Ils sont sous tutelle des directions départementales de la cohésion sociale et de la Protection maternelle et infantile (PMI) pour les moins de six ans. L'action des ACM s'intègre dans une démarche de complémentarité avec les autres espaces éducatifs que sont l'école et la famille. À ce titre, chaque directeur d'ACM rédige un document (plus communément appelé « projet pédagogique ») dans lequel ils déclinent le fonctionnement du centre et les objectifs pédagogiques, issus de l'éducation populaire. Les familles peuvent obtenir des aides pour envoyer leurs enfants (transfert de garde) en ACM par la CAF (partielles ou et totales) : mairie, comité d'entreprise, etc.

## Type d'accueils collectifs de mineurs à caractère éducatif
Différents types de structures et institutions disposent d'un ou plusieurs ACM comme un : centre social, une association de jeunesse et d'éducation populaire, maison des jeunes et de la culture (MJC), maison de l'enfance, maison de quartier, foyer de jeunes, Mairie, communauté de communes, associations de scoutisme, fédérations de l'animation socioculturelle d’État, privées ou associatives, sauvegarde de l'enfance, etc.

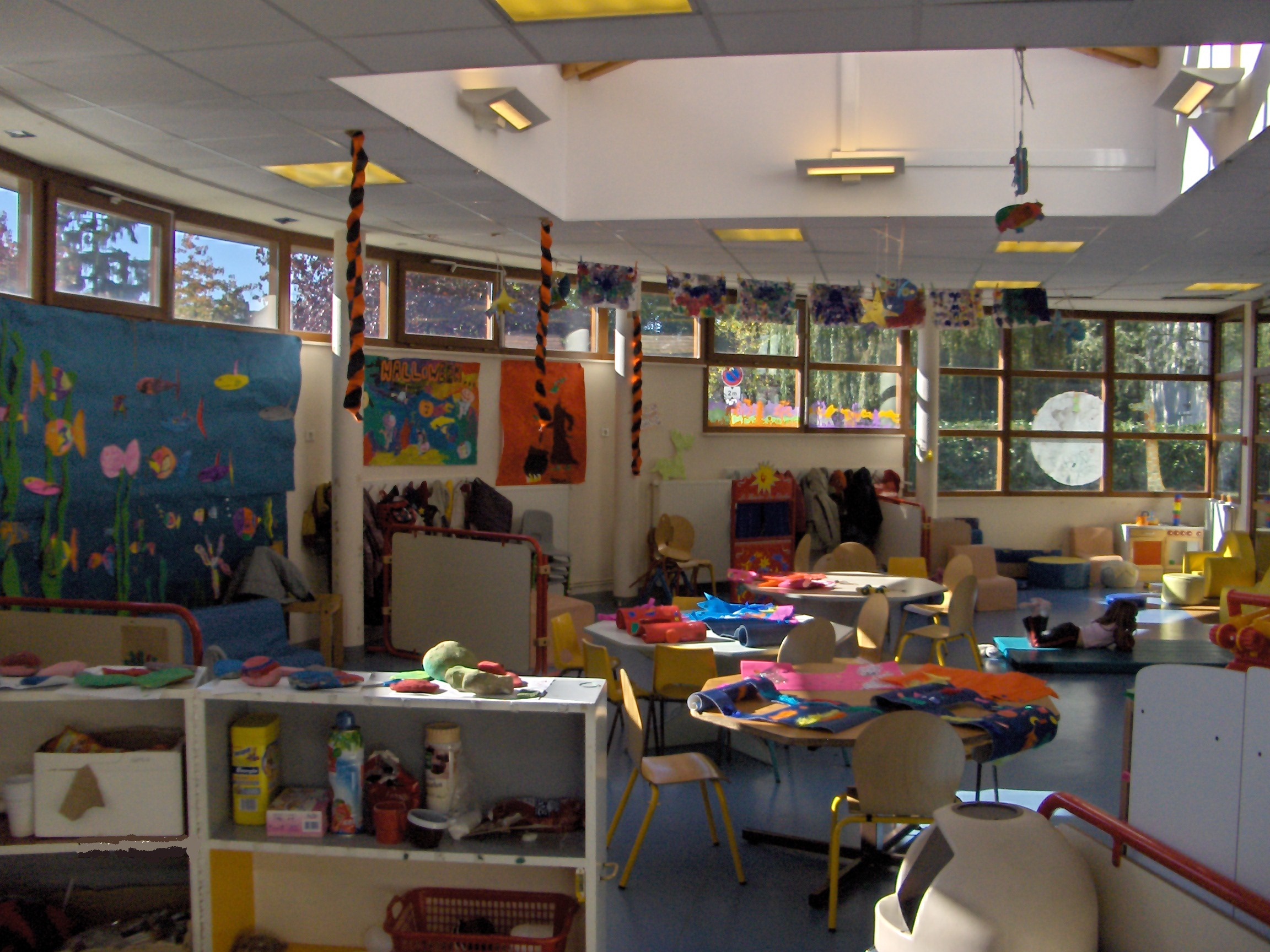
Accueil de loisirs sans hébergement (ALSH), salle d'activité destinée aux activités manuelles, de créations et de poteries.

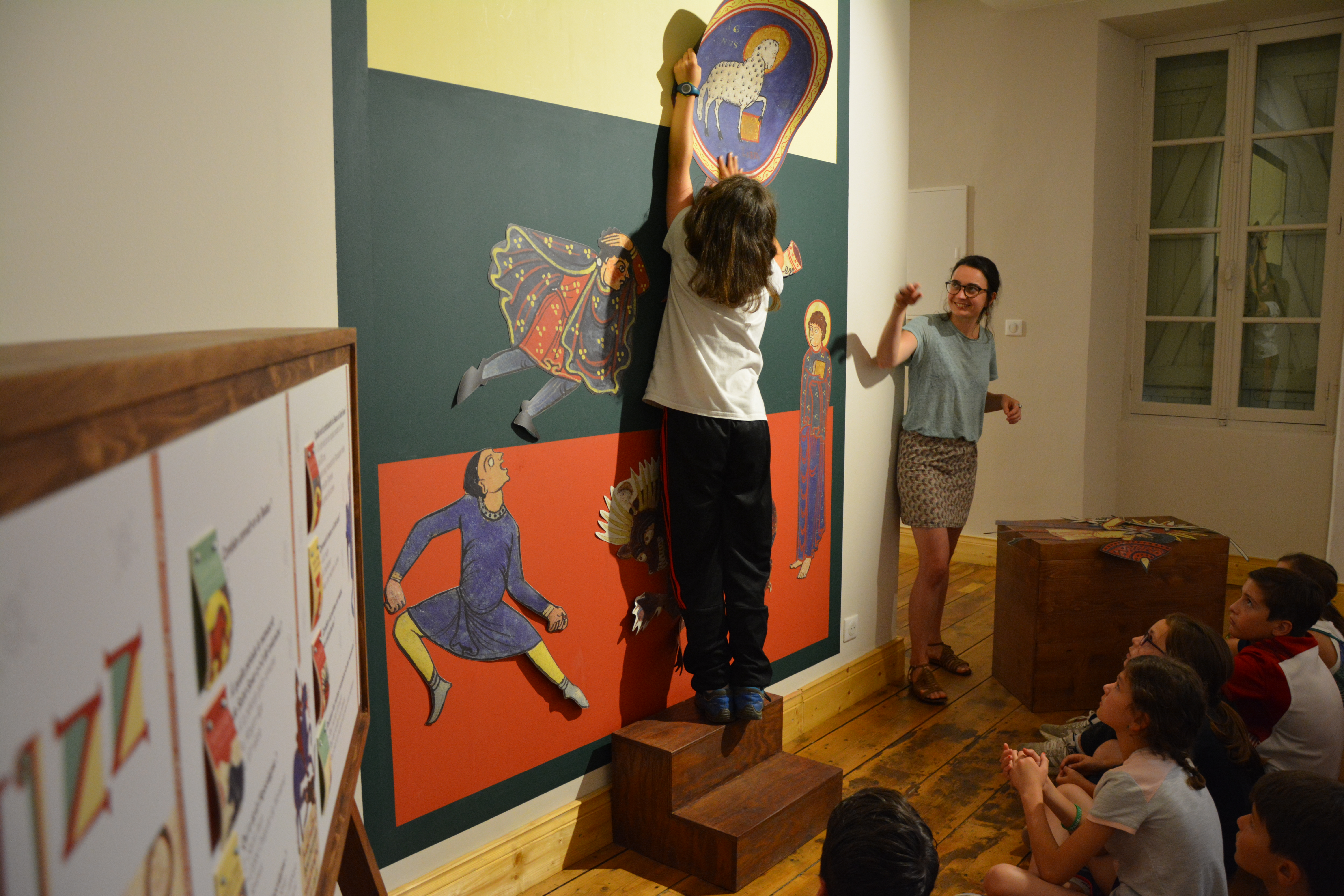
Activités créatives et d'expressions.

### Les accueils de loisirs éducatifs et accueils périscolaires (anciennement «centre de loisirs ou centre aéré»)
Il s'agit d'offrir aux enfants scolarisés (souvent de 3 à 17 ans) des loisirs éducatifs de proximité. L'accueil de loisirs est soumis à la législation en vigueur quant à l'accueil et à l'encadrement des mineurs. Ils sont sous tutelle de la Direction régionale de la Jeunesse, des Sports et de la Cohésion sociale et de la Protection maternelle et infantile pour les moins de six ans.
L'action des Accueils de loisirs éducatifs s'intègre dans une démarche de complémentarité avec les autres espaces éducatifs que sont l'école et la famille.
Chaque accueil de loisirs possède son fonctionnement propre. Chacun décide de la place de l'enfant au sein de la structure. C'est ici que se place généralement l'organisation de la vie quotidienne et collective, la rédaction du projet pédagogique en référence au projet éducatif, les choix des activités et la mise en place de projets d'animations à long terme.

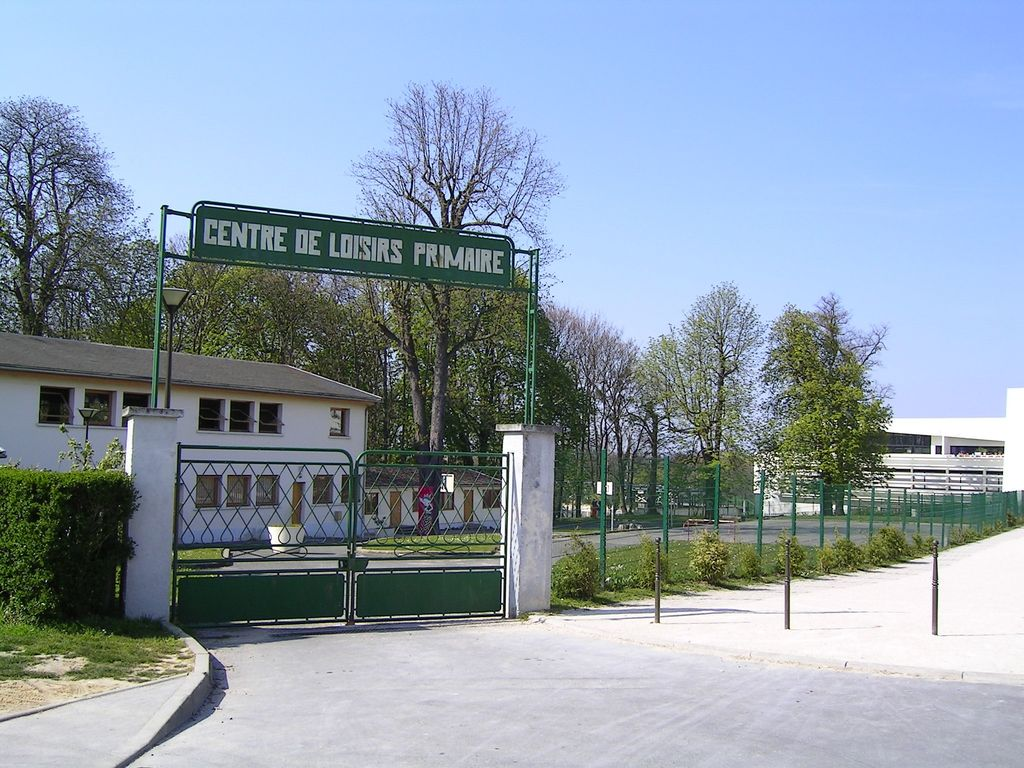
Un accueil de loisirs en Île-de-France.

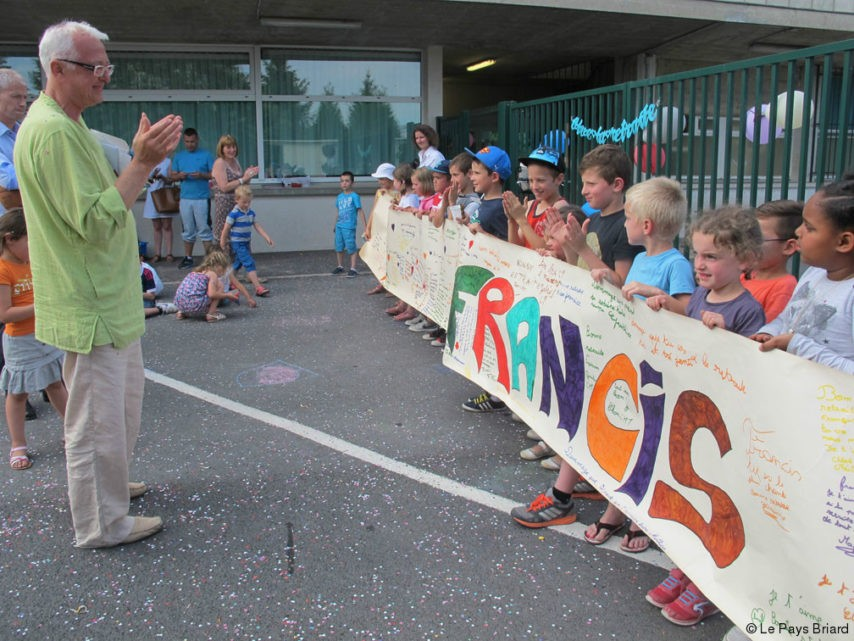
Départ à la retraite d'un directeur d'accueil de loisirs de 65 ans.

Cest accueils sont des structures d'accueils de loisirs éducatifs et de gardes pour les mineurs en France.
Les accueils de loisirs peuvent être également des temps d'accueils périscolaires associés à l'écoles (mais dépendant des ACM et non de l'Éducation nationale).
| Nombre de participants          | 7 à 300 mineurs. |
| Âge des participants            | À partir de 3 ou 4 ans, suivant accord de la PMI |
| Hébergement                     | Pas d'hébergement. |
| Direction                       | 1 directeur, Obligation d'un Diplôme d'État professionnel, si plus de 80 jours d'accueil et plus de 80 enfants par an (ex. : BPJEPS Loisirs Tous Publics LTP).                                            |
| Encadrement                     | 1 animateur pour 10 enfants de moins de 6 ans. 1 animateur pour 14 enfants de 6 ans et plus. Le directeur peut être compté dans l'encadrement si le nombre de mineurs accueillis n'excède pas 50 mineurs. |

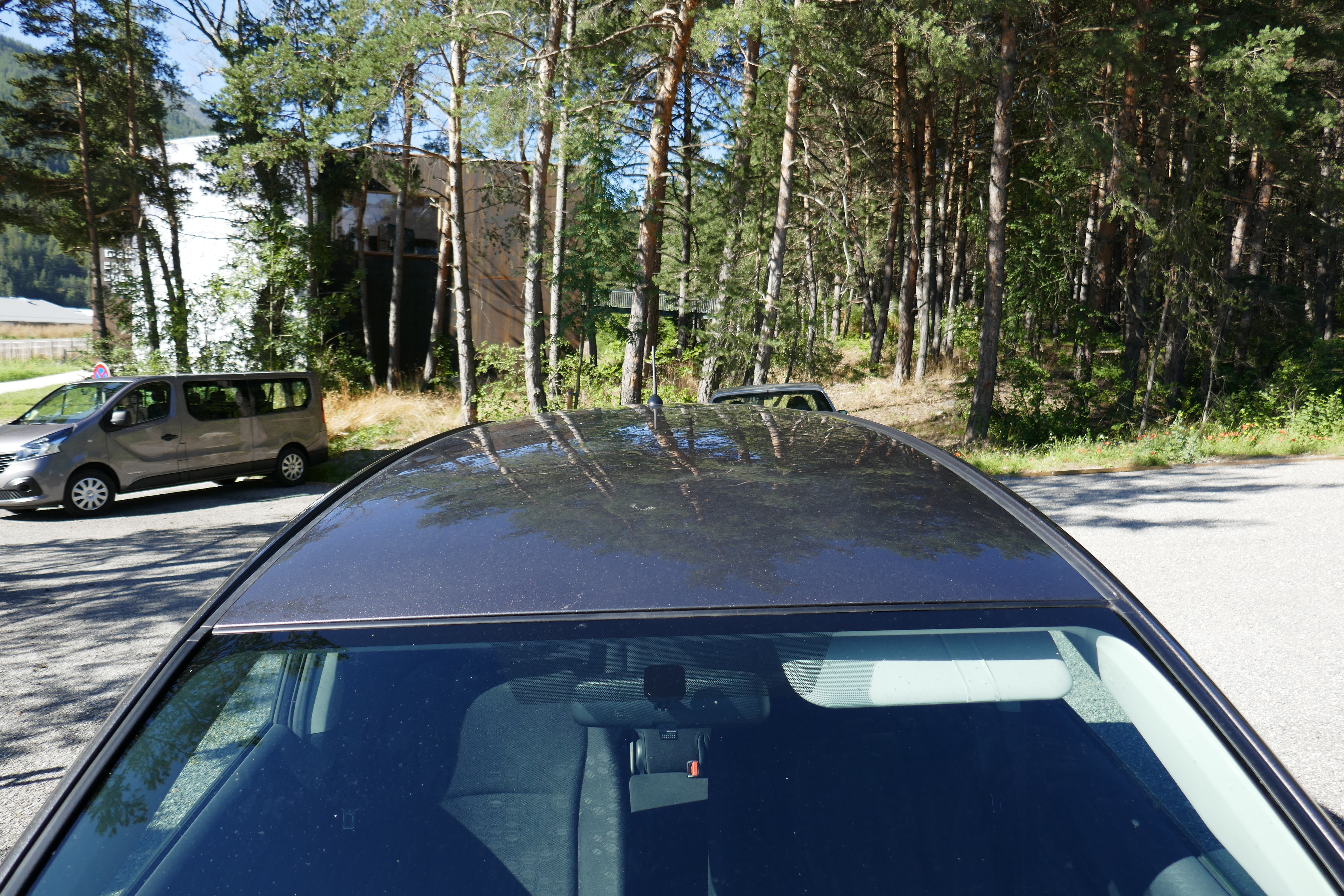
Les véhicules 9 places et les voitures sont souvent utiliser pour transporter les enfants dans tout type d'ACM.

| Particularité                   | Doit fonctionner au moins 14 jours dans l'année et au moins 2 heures par journée. |
| Accueil de loisirs spécifique : | Accueil périscolaire (anciennes « garderies ») |

### Accueil de jeunes, foyer de jeunes
Ce type d'accueil est une nouveauté de la loi du 8 juin 2006. Précédemment, ce que l'on nommait les accueils jeunes ou foyer des jeunes se contentait d'appliquer la règlementation des CLSH. Aujourd'hui, il est possible d'organiser un accueil de jeunes à condition d'établir une convention avec le ministère de tutelle. L'accueil de jeunes est destiné aux mineurs de plus de 14 ans uniquement (des exceptions pour des plus jeunes sont possibles mais elles doivent faire l'objet d'un avenant à la convention.)
Il n'y a pas de convention type. Chaque accueil de jeunes répond à un besoin particulier et spécifique à chaque lieu.
La convention fixe le taux d'encadrement. Il est composé au minimum d'un animateur professionnel (possédant un BEATEP, un BPJEPS ou tout diplôme équivalent. Celui-ci n'a pas obligation d'être présent en permanence, mais doit pouvoir être joignable.
| Nombre de participants | 7 à 40 mineurs. |
| Âge des participants   | À partir de 14 ans. |
| Hébergement            | Pas d'hébergement. |
| Direction              | Selon la convention, Obligation d'un Diplôme d'État professionnel, si plus de 80 jours d'accueil et plus de 80 enfants par an (ex. : BPJEPS Loisirs Tous Publics LTP).                           |
| Encadrement            | Il faut au minimum un animateur professionnel qui soit repérable et joignable à tout moment. La convention définit ses heures de présence ainsi que l'intervention (ou non) d'autres animateurs. |
| Particularités         | |

### Séjour de vacances, accueils de mineurs avec hébergements en ACM
Le séjour de vacances désigne, depuis septembre 2006, ce qui est communément connu comme étant le centre de vacances ou la colonie de vacances.
Il s'agit donc pour les organisateurs et directeurs d'un séjour de vacances d'accueillir un groupe d'enfants, généralement loin du domicile parental, dans un site possédant un lieu d'hébergement.
Il n'existe pas de schéma type du séjour de vacances. La base du système est le projet, écrit en collaboration entre l'organisateur et l'équipe pédagogique. Il y aura des séjours de vacances où l'on pratiquera des activités selon un thème figé (culturel, sportif, scientifique) ; où l'on mettra davantage l'accent sur la vie en collectivité et où les activités se résumeront principalement aux tâches quotidiennes telles que la préparation des repas et les temps de repos ; où l'on cherchera un juste milieu entre la pratique d'activités et l'implication des mineurs dans le fonctionnement du séjour.
Les conditions d'hébergement peuvent également varier selon la volonté (ou les possibilités) de chaque organisateur et directeurs.
Certains séjours se dérouleront « en dur » c'est-à-dire dans un bâtiment agrémenté doté de chambres, de lits et de sanitaires. D'autres se dérouleront sous tente, avec toutes les possibilités de diversification existantes (tentes canadiennes de 8 places, tentes igloo de 3 ou 4 places, etc.).
Il existe également des séjours dits « itinérants ». Ceux-ci restent généralement sur le même site une, deux ou trois nuits au maximum. Les mineurs voyagent à pieds, à vélo, à mobylette, à cheval, en mini-bus ou tout autre mode de transport possible.
Le séjour de vacances peut se dérouler aussi bien en France qu'à l'étranger. En France, il est possible de séjourner dans tous les départements ; les mineurs peuvent donc quitter leur département de résidence. À l'étranger, certains pays sont fortement déconseillés ou interdits pour l'organisation de séjours de vacances.
| Nombre de participants | Au moins 7 mineurs. |
| Âge des participants   | À partir de 3 ans. |
| Hébergement            | Au moins 4 nuits. |
| Direction              | 1 directeur. 1 adjoint à partir de 100 mineurs. 1 adjoint supplémentaire par tranche de 50 participants à partir de 150 jeunes.            |
| Encadrement            | 1 animateur pour 8 enfants de moins de 6 ans. 1 animateur pour 12 enfants de 6 ans Le directeur n'est pas compté l'effectif d'encadrement. |
| Particularité          | Les animateurs sont présents 7 jours sur 7 et 24 heures sur 24.                                                                            |

### Séjour court
Le séjour court est une nouveauté de la loi de juin 2006. Il a été créé à la base pour remplacer les « mini-camps ». Finalement, le « mini-camp » est revenu dans la législation des accueils de loisirs à la suite des demandes insistantes des organisateurs et des équipes pédagogiques. Ces accueils permettent aussi à des enfants issus de milieu populaire, de partir et de séjourner en dehors de leurs contextes parfois difficiles.
Le séjour court permet d'organiser un départ avec nuitée, même si l'on n'est pas un accueil de loisirs ou un séjour de vacances. Toute personne se déclarant « organisateur » peut ainsi organiser un séjour court avec au moins sept mineurs durant une à trois nuits. Il faut alors que les mineurs soient accompagnés par deux adultes dont l'un est repéré comme étant responsable. Il n'y a pas d'exigence en termes de qualification et de taux d'encadrement ; sauf si le séjour court est rattaché à un accueil de loisirs.
| Nombre de participants | Au moins 7 mineurs. |
| Âge des participants   | À partir de 3 ans. |
| Hébergement            | 1, 2 ou 3 nuits. |
| Direction              | Pas de directeur hors accueil de loisirs ou 1 directeur avec accueil de loisirs                                                                                             |
| Encadrement            | Au moins 2 personnes dont l'une se charge du suivi sanitaire. |
| Particularité          | Ce type de séjour ne requiert pas de qualification. S'il est accessoire à un accueil de loisirs, la législation des accueils de loisirs s'applique en termes d'encadrement. |

### Séjour spécifique
| Nombre de participants | Au moins 7 mineurs. |
| Âge des participants   | À partir de 6 ans. |
| Hébergement            | Au moins 1 nuit. |
| Encadrement            | Celui-ci doit être suffisant. |
| Particularité          | Le séjour doit avoir une thématique particulière. Il peut être organisé par un club sportif, une association musicale ou un club de danse par exemple. |

### Séjour de vacances dans une famille
| Nombre de participants | De 2 à 6 mineurs.                                       |
| Âge des participants   | À partir de 2 ans.                                      |
| Hébergement            | Au moins 4 nuits.                                       |
| Encadrement            | L'encadrement est effectué par la famille accueillante. |

### Accueil de scoutisme
L'accueil de scoutisme se différencie des six autres par sa pratique historique de l'accueil de jour, des week-ends ou des camps avec hébergement. Par ailleurs la méthode scoute s'adresse au jeune sur plusieurs années dans le cadre d'une progression personnelle et collective.
La réglementation particulière à l'accueil de scoutisme facilite la gestion administrative et a aussi l'effet de reconnaitre la spécificité du scoutisme. En particulier, les formations et qualifications scoutes (camps-écoles, stages, etc.) des associations agréées sont reconnues pour l'animation ou la direction.
Neuf associations scoutes, listées ci-dessous, peuvent en France se déclarer en « accueil de scoutisme ».
| Nombre de participants | Au moins 7 mineurs. |
| Hébergement            | Hébergement facultatif et possible sans nombre minimum de nuits. |
| Direction              | 1 directeur. Obligation d'un Diplôme d'État professionnel, si plus de 80 jours d'accueil et plus de 80 enfants par an (ex. : BPJEPS Loisirs Tous Publics LTP). |
| Encadrement            | 1 animateur pour 8 enfants de moins de 6 ans. 1 animateur pour 12 enfants de 6 ans et plus. Le directeur peut être compté dans l'encadrement dans deux cas particuliers : - lorsque l'accueil est organisé sans hébergement ou pour 4 nuitées consécutives au plus pour un effectif d'au plus 80 mineurs ; - lorsque l'accueil compte 4 nuitées ou plus pour un effectif d'au plus 50 mineurs âgés d'au moins 14 ans. |

Les 9 associations agréées à l'accueil de scoutisme sont :
- Les mouvements de la Fédération du scoutisme français :
  - Éclaireuses éclaireurs de France ;
  - Éclaireuses et Éclaireurs unionistes de France ;
  - Scouts et Guides de France ;
  - Éclaireuses éclaireurs israélites de France ;
  - Scouts musulmans de France ;
- Les mouvements de la Conférence française du scoutisme :
  - Guides et Scouts d'Europe ;
  - Éclaireurs neutres de France ;
  - Fédération des éclaireuses et éclaireurs.
- Ainsi que :
  - Les Scouts unitaires de France.

Ces 9 associations pratiquent des formes différenciées de scoutisme notamment pour la mixité et l'intensité des activités, les tranches d'âges ainsi que la spiritualité.

## Statistiques
En moyenne, chaque année plus de 1 400 000 mineurs partent en séjours de vacances. Depuis plusieurs décennies la fréquentation moyenne en accueil de loisirs et périscolaires se situe aux alentours de 3 000 000 et 4 000 000 de mineurs inscrits annuels, ce qui représente la deuxième et plus grosse institution d'accueil pour mineurs après l'école en France.

## Filmographie et bibliographie

### Filmographies, documentaires
- La pauses du mercredi, par Ceméa.
- Accueil collectif de mineurs, Trois parties : "C’est nous qui font" (35’) ; "C’est nous qui décide"(20’) ; "Paroles(43’)" : Cemea
- Petits mais capable, ou les moyens de l'autonomie, par Monique et Gilbert Jouanne Edition : Ceméa
- L'agir dans l'éducation, par Robert Albert
- Les mini-camps et les séjours de vacances en accueils de loisirs (ALSH) par Boris Melinand
- Les associations compléments d’objet directe de l'école, par C Menzagui
- La fontaine des innocents, par Jean Smith
- Les jeux sportifs au cœur de l'éducation nouvelles, par groupe national de recherche
- Économie solidaire et développement, par Cemea
- Apprendre avec tous ces adultes, par Ceméa.